# Dilogarithmus
In der Mathematik werden verschiedene spezielle Funktionen als Dilogarithmus bezeichnet. Der klassische Dilogarithmus wird Spencesche Funktion genannt und er stellt einen Spezialfall des Polylogarithmus dar. Akkurat handelt es sich bei der Spenceschen Funktion um den Polylogarithmus mit dem Index Zwei. Wenn der index jedoch Drei lautet, so wird dann bei der betroffenen Funktion der sogenannte Trilogarithmus repräsentiert. Wenn der klassische Dilogarithmus, also die Spencesche Funktion mit dem negativen Abbild der betroffenen Funktion aus der negativ geschalteten inneren Variable arithmetisch gemittelt wird, dann entsteht die sogenannte Legendresche Chifunktion mit dem Index Zwei. Und das imaginäre Abbild dieser Funktion wird als Arkustangensintegral bezeichnet. Speziell für den Spenceschen Dilogarithmus gilt außerdem die Tatsache, dass über die Substitution der inneren Variable durch die Differenz Eins minus Exponentialkehrwert die Debyesche Funktion mit dem Index Zwei entsteht, welche in der Thermodynamik bei der Beschreibung der Strahlungsenergien in Schwarzen Körpern verwendet wird.

## Klassischer Dilogarithmus

Werte des klassischen Dilogarithmus auf der reellen Achse. (Der Imaginärteil ist dort identisch Null.)

Der klassische Dilogarithmus ist für komplexe Zahlen Fehler beim Parsen (SVG (MathML kann über ein Browser-Plugin aktiviert werden): Ungültige Antwort („Math extension cannot connect to Restbase.“) von Server „http://localhost:6011/de.wikipedia.org/v1/“:): {\displaystyle z}
 mit {\displaystyle |z|<1} definiert durch die Potenzreihe
{\displaystyle \operatorname {Li} _{2}(z)=\sum _{k=1}^{\infty }{\frac {z^{k}}{k^{2}}}}.
Er lässt sich durch analytische Fortsetzung auf Fehler beim Parsen (SVG (MathML kann über ein Browser-Plugin aktiviert werden): Ungültige Antwort („Math extension cannot connect to Restbase.“) von Server „http://localhost:6011/de.wikipedia.org/v1/“:): {\displaystyle \Complex\setminus\left[1,\infty\right]}
 fortsetzen:
{\displaystyle \operatorname {Li} _{2}(z)=-\int _{0}^{z}{\frac {\ln(1-t)}{t}}\,\mathrm {d} t}.
(Hierbei muss entlang eines Weges in {\displaystyle \mathbb {C} \setminus \left[1,\infty \right]} integriert werden.)
Darauf basierend kann weiter die Legendresche Chifunktion mit dem Index Zwei definiert werden:
{\displaystyle \chi _{2}(z)={\frac {1}{2}}\operatorname {Li} _{2}(z)-{\frac {1}{2}}\operatorname {Li} _{2}(-z)=\operatorname {Li} _{2}(z)-{\frac {1}{4}}\operatorname {Li} _{2}(z^{2})={\frac {1}{4}}\operatorname {Li} _{2}(z^{2})-\operatorname {Li} _{2}(-z)}
Und das Arkustangensintegral ist das imaginäre Gegenstück von der genannten Legendreschen Chifunktion:
{\displaystyle \operatorname {Ti} _{2}(z)=-i\chi _{2}(iz)=\int _{0}^{1}{\frac {1}{x}}\arctan(xz)\,\mathrm {d} x}
Außerdem kann basierend auf dem Dilogarithmus der Trilogarithmus direkt definiert werden:
{\displaystyle \operatorname {Li} _{3}(z)=\int _{0}^{1}{\frac {1}{x}}\operatorname {Li} _{2}(xz)\,\mathrm {d} x}

## Bloch-Wigner-Dilogarithmus
Der Bloch-Wigner-Dilogarithmus ist für {\displaystyle z\in \mathbb {C} } definiert durch
{\displaystyle \operatorname {D} _{2}(z)=\operatorname {Im} (\operatorname {Li} _{2}(z))+\arg(1-z)\ln(|z|)}.
Er ist wohl-definiert und stetig, auch in {\displaystyle \left[1,\infty \right]}.
Er ist analytisch in {\displaystyle \mathbb {C} \setminus \left\{0,1\right\}}, in 0 und 1 hat er Singularitäten vom Typ {\displaystyle r\ln(r)}.

## Rogers-Dilogarithmus
Der Rogers-Dilogarithmus ist definiert durch
{\displaystyle L(x)={\frac {6}{\pi ^{2}}}\left(\operatorname {Li} _{2}(x)+{\frac {1}{2}}\ln(x)\ln(1-x)\right)}
für {\displaystyle 0<x<1}.
Eine andere gebräuchliche Definition ist
{\displaystyle R(x)=\operatorname {Li} _{2}(x)+{\frac {1}{2}}\ln(x)\ln(1-x)-{\frac {\pi ^{2}}{6}}}.
Diese hängt mit der erstgenannten via
{\displaystyle R(x)={\frac {\pi ^{2}}{6}}(L(x)-1)}
zusammen.
Man kann Fehler beim Parsen (SVG (MathML kann über ein Browser-Plugin aktiviert werden): Ungültige Antwort („Math extension cannot connect to Restbase.“) von Server „http://localhost:6011/de.wikipedia.org/v1/“:): {\displaystyle R}
 (unstetig) auf ganz {\displaystyle \mathbb {R} } fortsetzen durch {\displaystyle R(1)=0,R(0)=-{\frac {\pi ^{2}}{6}}} und
{\displaystyle R(x)=\left\{{\begin{array}{ll}-R(1/x)\ &{\mbox{für}}\ x>1\\-R(x/(x-1))\ &{\mbox{für}}\ x<0\end{array}}\right\}}.

## Elliptischer Dilogarithmus
Sei {\displaystyle E} eine über {\displaystyle \mathbb {Q} } definierte elliptische Kurve. Mittels der Weierstraßschen ℘-Funktion lässt sie sich mittels eines Gitters {\displaystyle \Lambda =\left\{1,\tau \right\}} parametrisieren durch
{\displaystyle \mathbb {C} /\Lambda \rightarrow E(\mathbb {C} )}
{\displaystyle u} mod {\displaystyle \Lambda \mapsto (p(u),p^{\prime }(u))}.
Der elliptische Dilogarithmus {\displaystyle D^{E}\colon E(\mathbb {C} )\rightarrow \mathbb {C} } ist dann definiert durch
{\displaystyle D^{E}(p(u),p^{\prime }(u))=\sum _{n=-\infty }^{\infty }D_{2}(e^{2\pi i(n\tau +u)})},
wobei {\displaystyle D_{2}} den Bloch-Wigner-Dilogarithmus bezeichnet.
Der elliptische Dilogarithmus stimmt bis auf rationale Vielfache von {\displaystyle \pi } mit dem Wert {\displaystyle L(E,2)} der L-Funktion überein.

## Spezielle Werte

### Klassischer Dilogarithmus
Für die folgenden Zahlen lassen sich {\displaystyle z} und {\displaystyle \operatorname {Li} _{2}(z)} in geschlossener Form darstellen:
{\displaystyle \operatorname {Li} _{2}(-1)=-{\frac {{\pi }^{2}}{12}},\qquad \operatorname {Li} _{2}(0)=0,}
{\displaystyle \operatorname {Li} _{2}{\biggl (}{\frac {1}{2}}{\biggr )}={\frac {{\pi }^{2}}{12}}-{\frac {1}{2}}\ln ^{2}(2),\qquad \operatorname {Li} _{2}(1)={\frac {{\pi }^{2}}{6}}},
{\displaystyle \operatorname {Li} _{2}(-\Phi ^{-1})=-{\frac {{\pi }^{2}}{15}}+{\frac {1}{2}}\ln ^{2}(\Phi ),\qquad \operatorname {Li} _{2}(-\Phi )=-{\frac {{\pi }^{2}}{10}}-\ln ^{2}(\Phi ),}
{\displaystyle \operatorname {Li} _{2}(\Phi ^{-2})={\frac {{\pi }^{2}}{15}}-\ln ^{2}(\Phi ),\qquad \operatorname {Li} _{2}(\Phi ^{-1})={\frac {{\pi }^{2}}{10}}-\ln ^{2}(\Phi )}.
Mit dem Kürzel Φ wird hierbei die Zahl des Goldenen Schnittes ausgedrückt: {\displaystyle \Phi =({\sqrt {5}}+1)/2}
Mit der sechsten Einheitswurzel {\displaystyle \omega ={\frac {1}{2}}+{\frac {\sqrt {3}}{2}}i} und der Gieseking-Konstante {\displaystyle V_{0}=1{,}0149\ldots } hat man außerdem
{\displaystyle \operatorname {Li} _{2}(\omega )={\frac {\pi ^{2}}{36}}+V_{0}i,\qquad \operatorname {Li} _{2}(\omega ^{2})=-{\frac {\pi ^{2}}{18}}+{\frac {2}{3}}V_{0}i,}
{\displaystyle \operatorname {Li} _{2}(1+\omega )={\frac {\pi ^{2}}{9}}+\left({\frac {2}{3}}V_{0}+{\frac {1}{3}}\ln(3)\pi \right)i,\qquad \operatorname {Li} _{2}\left({\frac {1}{1+\omega }}\right)={\frac {5\pi ^{2}}{72}}-{\frac {1}{8}}\ln(3)+\left(-{\frac {2}{3}}V_{0}+{\frac {1}{12}}\ln(3)\pi \right)i}.

### Bloch-Wigner-Dilogarithmus
Werte des Bloch-Wigner-Dilogarithmus können bisher nur numerisch berechnet werden und man kennt nur wenige algebraische Relationen zwischen Werten des Bloch-Wigner-Dilogarithmus. Eine Vermutung von John Milnor besagt für {\displaystyle N\geq 3}:
die Zahlen {\displaystyle D_{2}(e^{2\pi i{\frac {j}{N}}})} für {\displaystyle 0<j<{\frac {N}{2}}} und {\displaystyle \operatorname {ggT} (j,N)=1} sind linear unabhängig über {\displaystyle \mathbb {Q} }.

### Rogers-Dilogarithmus
Es gibt zahlreiche algebraische Identitäten zwischen Werten von {\displaystyle L} in rationalen oder algebraischen Argumenten. Beispiele spezieller Werte sind
{\displaystyle L(0)=0,\quad L\left({\frac {1}{2}}\right)={\frac {1}{2}},\quad L(1)=1,\quad L\left({\frac {3-{\sqrt {5}}}{2}}\right)={\frac {2}{5}},\quad L\left({\frac {{\sqrt {5}}-1}{2}}\right)={\frac {3}{5}}}.
Mit der sechsten Einheitswurzel {\displaystyle \omega ={\frac {1}{2}}+{\frac {\sqrt {3}}{2}}i} und der Gieseking-Konstante {\displaystyle V_{0}=1,0149...} hat man
{\displaystyle R(\omega )=-{\frac {\pi ^{2}}{12}}+V_{0}i,\qquad R(\omega ^{2})=-{\frac {\pi ^{2}}{6}}+\left({\frac {2}{3}}V_{0}+{\frac {1}{6}}\ln(3)\pi \right)i,}
{\displaystyle R(1+\omega )=\left({\frac {2}{3}}V_{0}+{\frac {1}{6}}\ln(3)\pi \right)i,\qquad R\left({\frac {1}{1+\omega }}\right)=-{\frac {\pi ^{2}}{12}}-{\frac {1}{8}}\ln(3)+{\frac {1}{8}}\ln ^{2}(3)+\left(-{\frac {2}{3}}V_{0}+{\frac {1}{12}}\ln(3)\pi \right)i}

### Basler Problem
Der Beweis des Wertes vom Dilogarithmus von Eins wird im sogenannten Basler Problem behandelt. Dieser Beweis kann auf folgende Weise absolviert werden:
Folgende Funktion hat folgende Ableitung:
{\displaystyle {\frac {\mathrm {d} }{\mathrm {d} x}}{\biggl [}2\operatorname {Li} _{2}{\biggl (}{\frac {x}{{\sqrt {x^{2}+1}}+1}}{\biggr )}-{\frac {1}{2}}\operatorname {Li} _{2}{\biggl (}{\frac {{\sqrt {x^{2}+1}}-1}{{\sqrt {x^{2}+1}}+1}}{\biggr )}{\biggr ]}={\frac {\operatorname {arsinh} (x)}{x{\sqrt {x^{2}+1}}}}}
Deswegen gilt folgendes Integral:
{\displaystyle \int _{0}^{\infty }{\frac {\operatorname {arsinh} (x)}{x{\sqrt {x^{2}+1}}}}\,\mathrm {d} x={\biggl [}2\operatorname {Li} _{2}{\biggl (}{\frac {x}{{\sqrt {x^{2}+1}}+1}}{\biggr )}-{\frac {1}{2}}\operatorname {Li} _{2}{\biggl (}{\frac {{\sqrt {x^{2}+1}}-1}{{\sqrt {x^{2}+1}}+1}}{\biggr )}{\biggr ]}_{x=0}^{x=\infty }={\frac {3}{2}}\,{\text{Li}}_{2}(1)}
Der Satz von Fubini liefert diesen Zusammenhang:
{\displaystyle \int _{0}^{\infty }{\frac {\operatorname {arsinh} (x)}{x{\sqrt {x^{2}+1}}}}\mathrm {d} x=\int _{0}^{\infty }\int _{0}^{1}{\frac {1}{-x^{2}y^{2}+x^{2}+1}}\,\mathrm {d} y\,\mathrm {d} x=\int _{0}^{1}\int _{0}^{\infty }{\frac {1}{-x^{2}y^{2}+x^{2}+1}}\,\mathrm {d} x\,\mathrm {d} y=\int _{0}^{1}{\frac {\pi }{2{\sqrt {1-y^{2}}}}}\,\mathrm {d} y={\frac {\pi ^{2}}{4}}}
Durch Gleichsetzung der beiden zuletzt genannten Formeln erhält man jenes Resultat:
{\displaystyle {\frac {3}{2}}\,{\text{Li}}_{2}(1)={\frac {\pi ^{2}}{4}}}
Aufgelöst entsteht der genannte Wert:
{\displaystyle {\text{Li}}_{2}(1)={\frac {\pi ^{2}}{6}}}
Exakt dieser Wert ist somit auch die unendliche Summe der Kehrwerte der Quadratzahlen:
{\displaystyle \sum _{n=1}^{\infty }{\frac {1}{n^{2}}}={\frac {\pi ^{2}}{6}}}
Diese Tatsache geht direkt aus der Maclaurinschen Reihe vom Dilogarithmus hervor.

## Funktionalgleichungen

### Klassischer Dilogarithmus
Der klassische Dilogarithmus genügt zahlreichen Funktionalgleichungen, zum Beispiel
{\displaystyle \operatorname {Li} _{2}(z)+\operatorname {Li} _{2}(-z)={\frac {1}{2}}\operatorname {Li} _{2}(z^{2}),}
{\displaystyle \operatorname {Li} _{2}(1-z)+\operatorname {Li} _{2}\left(1-{\frac {1}{z}}\right)=-{\frac {\ln ^{2}(z)}{2}},}
{\displaystyle \operatorname {Li} _{2}(z)+\operatorname {Li} _{2}(1-z)={\frac {{\pi }^{2}}{6}}-\ln(z)\cdot \ln(1-z),}
{\displaystyle \operatorname {Li} _{2}(-z)-\operatorname {Li} _{2}(1-z)+{\frac {1}{2}}\operatorname {Li} _{2}(1-z^{2})=-{\frac {{\pi }^{2}}{12}}-\ln(z)\cdot \ln(z+1),}
{\displaystyle \operatorname {Li} _{2}(z)+\operatorname {Li} _{2}\left({\frac {1}{z}}\right)=-{\frac {\pi ^{2}}{6}}-{\frac {1}{2}}\ln ^{2}(-z),}
{\displaystyle \operatorname {Li} _{2}(z)-{\frac {1}{4}}\operatorname {Li} _{2}(z^{2})=\int _{0}^{1}{\frac {\operatorname {arcsin} (xz)}{\sqrt {1-x^{2}}}}\,\mathrm {d} x}.             Daraus folgt ebenso: {\displaystyle \operatorname {Li} _{2}(1)={\frac {{\pi }^{2}}{6}}}.

### Bloch-Wigner-Dilogarithmus
Der Bloch-Wigner-Dilogarithmus genügt den Identitäten
{\displaystyle \operatorname {D} _{2}(z)=\operatorname {D} _{2}\left(1-{\frac {1}{z}}\right)=\operatorname {D} _{2}\left({\frac {1}{1-z}}\right)=-\operatorname {D} _{2}\left({\frac {1}{z}}\right)=-\operatorname {D} _{2}(1-z)=-\operatorname {D} _{2}\left({\frac {-z}{1-z}}\right)}
und der 5-Term-Relation
{\displaystyle \operatorname {D} _{2}(x)+\operatorname {D} _{2}(y)+\operatorname {D} _{2}\left({\frac {1-x}{1-xy}}\right)+\operatorname {D} _{2}(1-xy)+\operatorname {D} _{2}\left({\frac {1-y}{1-xy}}\right)=0}.

### Rogers-Dilogarithmus
Der Rogers-Dilogarithmus erfüllt die Beziehung
{\displaystyle L(x)+L(1-x)=1}
und Abels Funktionalgleichung
{\displaystyle L(x)+L(y)=L(xy)+L\left({\frac {x(1-y)}{1-xy}}\right)+L\left({\frac {y(1-x)}{1-xy}}\right)}.
Für {\displaystyle R} hat man
{\displaystyle R(x)+R(1-x)=-{\frac {\pi ^{2}}{6}}}
und die 5-Term-Relation
{\displaystyle R(x)-R(y)+R\left({\frac {y}{x}}\right)-R\left({\frac {1-x^{-1}}{1-y^{-1}}}\right)+R\left({\frac {1-x}{1-y}}\right)=0},
insbesondere ist {\displaystyle R} eine wohldefinierte Funktion auf der Bloch-Gruppe.

## Integration von Funktionen

### Produkte von Logarithmusfunktionen und Kehrwertfunktionen
Folgende Gleichung gilt für den Fall {\displaystyle t>0\,\cap \,v>0\,\cap \,tw-uv<0}:
{\displaystyle {\frac {\ln(tx+u)}{vx+w}}={\frac {\mathrm {d} }{\mathrm {d} x}}{\biggl [}{\frac {1}{v}}\ln {\biggl (}{\frac {uv-tw}{v}}{\biggr )}\ln(vx+w)-{\frac {1}{v}}\operatorname {Li} _{2}{\biggl (}-t{\frac {vx+w}{uv-tw}}{\biggr )}{\biggr ]}}
Beispiel:
{\displaystyle {\begin{aligned}\int _{0}^{5}{\frac {\ln(x+2)}{3x+4}}\mathrm {d} x&={\biggl [}{\frac {1}{3}}\ln {\biggl (}{\frac {2}{3}}{\biggr )}\ln(3x+4)-{\frac {1}{3}}\operatorname {Li} _{2}{\biggl (}-{\frac {3}{2}}x-2{\biggr )}{\biggr ]}_{x=0}^{x=5}=\\&=-{\frac {1}{3}}\ln {\biggl (}{\frac {3}{2}}{\biggr )}\ln {\biggl (}{\frac {19}{4}}{\biggr )}-{\frac {1}{3}}\operatorname {Li} _{2}{\biggl (}-{\frac {19}{2}}{\biggr )}+{\frac {1}{3}}\operatorname {Li} _{2}(-2)\\\end{aligned}}}
Folgende Gleichung gilt für den Fall {\displaystyle t>0\,\cap \,v>0\,\cap \,tw-uv>0}:
{\displaystyle {\frac {\ln(tx+u)}{vx+w}}={\frac {\mathrm {d} }{\mathrm {d} x}}{\biggl [}{\frac {1}{v}}\ln {\biggl (}t\,{\frac {vx+w}{tw-uv}}{\biggr )}\ln(tx+u)+{\frac {1}{v}}\operatorname {Li} _{2}{\biggl (}-v\,{\frac {tx+u}{tw-uv}}{\biggr )}{\biggr ]}}
Beispiel:
{\displaystyle {\begin{aligned}\int _{0}^{1}{\frac {\ln(5x+6)}{3x+4}}\mathrm {d} x&={\biggl [}{\frac {1}{3}}\ln {\biggl (}{\frac {15}{2}}x+10{\biggr )}\ln(5x+6)+{\frac {1}{3}}\operatorname {Li} _{2}{\biggl (}-{\frac {15}{2}}x-9{\biggr )}{\biggr ]}_{x=0}^{x=1}=\\&={\frac {1}{3}}\ln {\biggl (}{\frac {35}{2}}{\biggr )}\ln(11)-{\frac {1}{3}}\ln(10)\ln(6)+{\frac {1}{3}}\operatorname {Li} _{2}{\biggl (}-{\frac {33}{2}}{\biggr )}-{\frac {1}{3}}\operatorname {Li} _{2}(-9)\\\end{aligned}}}

### Produkte aus Areafunktionen und algebraischen Funktionen
Weitere Funktionen lassen sich mit dem Dilogarithmus integrieren:
Areatangens-Hyperbolicus-Funktionen:
{\displaystyle {\frac {\operatorname {artanh} (x)}{x}}={\frac {\mathrm {d} }{\mathrm {d} x}}{\biggl [}\operatorname {Li} _{2}(x)-{\frac {1}{4}}\operatorname {Li} _{2}(x^{2}){\biggr ]}}
{\displaystyle {\frac {\operatorname {artanh} (x)}{x{\sqrt {1-x^{2}}}}}={\frac {\mathrm {d} }{\mathrm {d} x}}{\biggl [}2\operatorname {Li} _{2}{\biggl (}{\frac {x}{1+{\sqrt {1-x^{2}}}}}{\biggr )}-{\frac {1}{2}}\operatorname {Li} _{2}{\biggl (}{\frac {1-{\sqrt {1-x^{2}}}}{1+{\sqrt {1-x^{2}}}}}{\biggr )}{\biggr ]}}
{\displaystyle {\frac {\operatorname {artanh} (x)}{x(1-x^{2})}}={\frac {\mathrm {d} }{\mathrm {d} x}}{\biggl [}{\frac {1}{2}}\operatorname {Li} _{2}{\biggl (}{\frac {2x}{x+1}}{\biggr )}+{\frac {1}{2}}\operatorname {artanh} (x)^{2}{\biggr ]}}
Areasinus-Hyperbolicus-Funktionen:
{\displaystyle {\frac {\operatorname {arsinh} (x)}{x}}={\frac {\mathrm {d} }{\mathrm {d} x}}{\biggl \{}{\frac {1}{2}}\operatorname {Li} _{2}{\bigl [}1-{\bigl (}{\sqrt {x^{2}+1}}-x{\bigr )}^{2}{\bigr ]}+{\frac {1}{2}}\operatorname {arsinh} (x)^{2}{\biggr \}}}
Deswegen gilt: {\displaystyle \int _{0}^{1/2}{\frac {\operatorname {arsinh} (x)}{x}}\mathrm {d} x={\frac {1}{2}}\operatorname {Li} _{2}{\biggl (}{\frac {1}{2}}{\sqrt {5}}-{\frac {1}{2}}{\biggr )}+{\frac {1}{2}}\operatorname {arsinh} {\biggl (}{\frac {1}{2}}{\biggr )}^{2}={\frac {\pi ^{2}}{20}}}
Daraus folgt: {\displaystyle \sum _{k=0}^{\infty }{\frac {(-1)^{k}(2k)!}{16^{k}(2k+1)^{2}(k!)^{2}}}={\frac {\pi ^{2}}{10}}}
{\displaystyle {\frac {\operatorname {arsinh} (x)}{x{\sqrt {x^{2}+1}}}}={\frac {\mathrm {d} }{\mathrm {d} x}}{\biggl [}2\operatorname {Li} _{2}{\biggl (}{\frac {x}{{\sqrt {x^{2}+1}}+1}}{\biggr )}-{\frac {1}{2}}\operatorname {Li} _{2}{\biggl (}{\frac {{\sqrt {x^{2}+1}}-1}{{\sqrt {x^{2}+1}}+1}}{\biggr )}{\biggr ]}}
{\displaystyle {\frac {\operatorname {arsinh} (x)}{x(x^{2}+1)}}={\frac {\mathrm {d} }{\mathrm {d} x}}{\biggl [}\operatorname {Li} _{2}{\biggl (}{\frac {x}{\sqrt {x^{2}+1}}}{\biggr )}-{\frac {1}{4}}\operatorname {Li} _{2}{\biggl (}{\frac {x^{2}}{x^{2}+1}}{\biggr )}{\biggr ]}={\frac {\mathrm {d} }{\mathrm {d} x}}{\biggl \{}\operatorname {Li} _{2}{\bigl [}1-{\bigl (}{\sqrt {x^{2}+1}}-x{\bigr )}^{2}{\bigr ]}-{\frac {1}{4}}\operatorname {Li} _{2}{\bigl [}1-{\bigl (}{\sqrt {x^{2}+1}}-x{\bigr )}^{4}{\bigr ]}{\biggr \}}}